# August Landmesser

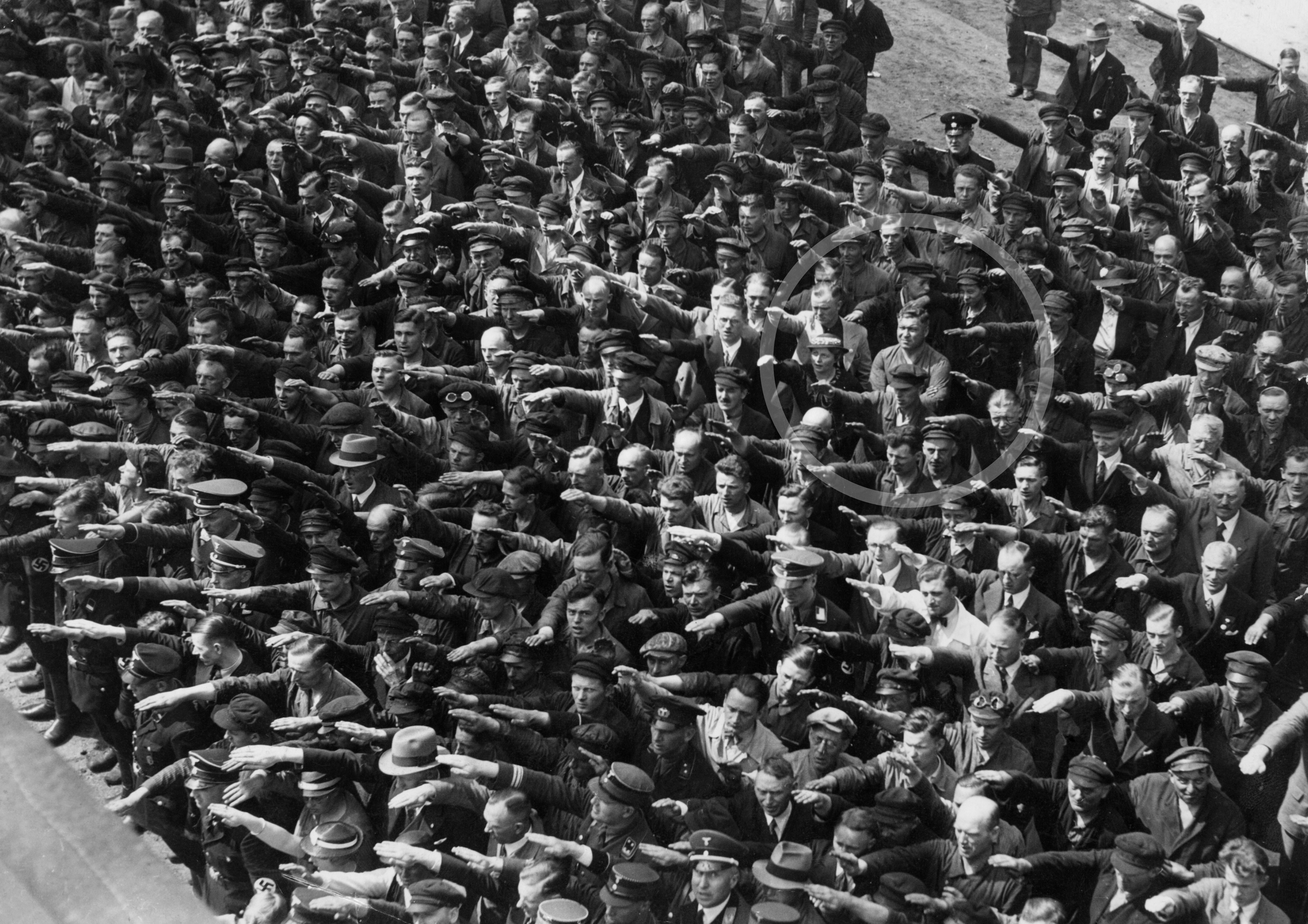
En folksamling gör Hitlerhälsningen, undantaget August Landmesser.

August Landmesser, född 24 maj 1910, stupad i strid 17 oktober 1944, bekräftat 1949, var en arbetare på skeppsvarvet Blohm + Voss i Hamburg, Tyskland, mest känd för sin medverkan i ett fotografi där han vägrar göra Hitlerhälsning. 
August Landmesser var det enda barnet till August Franz Landmesser och Wilhelmine Magdalene (född Schmidtpott). 
Med förhoppning om att det skulle leda till ett jobb anslöt han sig 1931 till Nationalsocialistiska tyska arbetarepartiet. År 1935 förlovade han sig med Irma Eckler, en judisk kvinna, och blev utesluten ur partiet. De ansökte om giftermål i Hamburg, men Nürnberglagarna som antogs en månad senare förhindrade det. Den 29 oktober 1935 föddes parets första dotter Ingrid.
Det kända fotografiet i vilket Landmesser vägrar utföra Hitlerhälsningen togs den 13 juni 1936. 
Både August Landmesser och Irma Eckler dog under andra världskriget. Deras döttrar placerades senare hos fosterföräldrar. 